# Melangyna heilongjiangensis
Melangyna heilongjiangensis är en tvåvingeart som beskrevs av Huo 2006. Melangyna heilongjiangensis ingår i släktet flickblomflugor, och familjen blomflugor. Inga underarter finns listade i Catalogue of Life.